# 史上最強の移動遊園地 DREAMS COME TRUE WONDERLAND
史上最強の移動遊園地 DREAMS COME TRUE WONDERLAND（しじょうさいきょうのいどうゆうえんち ドリームズ カム トゥルー ワンダーランド）は、日本のバンドDREAMS COME TRUEが1991年から4年に1度開催している大規模ライブイベント。略称は「DWL」「ドリカムワンダーランド」。

## 概要
ファン投票によって選ばれた曲を基に選曲される、いわば「グレイテストヒッツライブ」である。開始当初はアルバム発表ごとにツアーを行っているものの、過去の曲を演奏する機会が減るため、ファンに人気のある曲を演奏する機会として設けられた。また当初は「ベスト・アルバムをリリースしない代わり」という意向もあった。4年に一度の開催というのは1995年に開催が決定されたときに偶然できた決まりごとである。基本的にはコンサートのアンケートやその都度公募されるリクエストの上位30曲程度を目安に選曲が決定されるが、「吉田美和のさじ加減」でリクエスト上位曲以外の曲も披露される。また開催直前にアルバムリリースがあった場合はアルバム収録曲も織り交ぜられる（DWL開催年は「アルバムツアー」ができないため）。
アルバムを引っ提げたコンサートツアーでも比較的大掛かりなステージセットや演出を行うこともあるが、DWLではさらに大規模かつ趣向をこらした演出、ステージセットを用いて演奏や歌唱のみならず視覚的にも観客を楽しませることをコンセプトとしている。また演出のみならずバックバンドも通常のツアーでは3〜4人編成のホーンセクションを5〜8人に増員、さらにアメリカから元アース・ウィンド・アンド・ファイアーのソニー・エモリーや元タワー・オブ・パワーのグレッグ・アダムス率いるイースト・ベイ・ソウルをゲストミュージシャンとして起用するなど、通常のツアーより豪華になっている。
タイトルである 「移動遊園地」 は、本人たちがイギリスで見た移動遊園地のように、週末ごとに何もない空き地に突如として現れ来園者（観客）を楽しませ、週があけると何事もなかったかのように去っていき、まるでその瞬間だけ夢でもみているかのような感覚のライブを行いたいという本人たちの思いから名づけられた。
通常のコンサートツアーは「OPEN SESAME」でスタートするが、DWLのみ「A theme of the WONDERLAND」から始まる。
2012年以降は、DWLの翌年から翌々年に、ワンダーランドのリクエスト30位以内にギリギリランクインできない、コアなファンから根強い人気を持つ隠れた楽曲・マニアックな楽曲を歌うツアー裏ドリワンダーランド（通称「ウラワン」）が開催されている（2004年にファンクラブ会員限定で開催されたツアー「ウラワン？？！」は別物）。

## 1991
1991年は、DREAMS COME TRUE初のアリーナツアーとして東京・名古屋・大阪の3都市で6公演行われ、6万人を動員した。

### 内容
「DREAMS COME TRUE発祥の地」としてデビュー前にライブを行った渋谷TAKE OFF 7から、渋谷CLUB QUATTRO、渋谷公会堂、NHKホールと、渋谷公園通り沿いにある会場で、徐々に動員数を増やしながらライブを開催してきた、DREAMS COME TRUEの夢でもあった通称「渋谷公園通りの坂上がり」が、渋谷地域で最大規模の会場となる国立代々木競技場第一体育館でのライブをもって完結した。
DREAMS COME TRUEの舞台衣装のデザインを担当している丸山敬太がこのツアーで初めて参加した。

### 日程
- 6月15日 国立代々木競技場第一体育館
- 6月16日 国立代々木競技場第一体育館
- 6月18日 大阪城ホール
- 6月19日 大阪城ホール
- 6月28日 名古屋レインボーホール
- 6月29日 名古屋レインボーホール

### セットリスト
本編
1. A theme of the WONDERLAND
2. Ring! Ring! Ring!
3. APPROACH
4. さよならを待ってる
5. それでも恋は永遠
6. 週に1度の恋人
7. 悲しいKiss
8. 星空が映る海
9. 未来予想図II
10. 彼は友達
11. RAP MUSIC〜西川君と中村君のコーナー〜
12. うれしい！たのしい！大好き！
  - メリーポピンズのように傘を片手に吉田が初のフライングに挑戦した。
13. Eyes to me
  - 客席を写真撮影した。
14. Dance Medley
自分勝手な夜〜MEDICINE〜IT'S TOO LATE〜カ・タ・ガ・キ
15. うれしはずかし朝帰り
16. 笑顔の行方

アンコール
1. あなたに会いたくて
2. STILL
3. 時間旅行

### 映像作品
- 史上最強の移動遊園地 ドリカムワンダーランド '91
  - VHS/LD/β：1992年2月21日
  - DVD：2000年12月6日

## 1995
1995年は、DREAMS COME TRUE初の野外ライブツアーとして北海道・東京・名古屋・大阪・福岡の5都市で行われ、DREAMS COME TRUE史上最大の50万人を動員した。

### 内容
本来ならばアルバム「DELICIOUS」のツアーをやる予定であったが、吉田が「この年にDWLをやりたい」と言ったため開催されることになった。ちなみに、この時に前回のDWLから4年後だったため、以後DWLは4年に1度開催されるようになった。また大がかりな装置や演出を使い、大規模会場で行うという後のDWLに繋がる基本的イメージを位置づけた公演でもある。
ステージセットは、「ドリームキャッチャー」と呼ばれるメリーゴーランドのようなセンターステージや、全長200メートルの花道で構成された巨大なものであった。ステージセットを運ぶには船を使わなければならなかったため、海に面した場所に会場が設定された。演出家は、マイケル・ジャクソンなどを手がけたケニー・オルテガが担当している。ちなみに、ケニーがこのコンサートの映像をマイケルに見せたところ、「僕も次はこれがやりたい」と語った。
空き地を使用して大規模なコンサートを行うことは比較的珍しいことではなかったが、さらに全国を回るというのは当時としては画期的な試みで、後の大規模野外ライブツアーのフォーマットになったとも言われている。
パフォーマーとして、ZOOのメンバーが参加。中には、後にEXILEのリーダーとなるHIROもいた。
東京公演では、最寄り駅の切符が売り切れる事態となった。
この年に起きた阪神・淡路大震災の被災者をグリーンスタジアム神戸に無料招待し、大阪公演の中継を行った。

### 日程
- 7月29日 東京ベイサイドスクエア
- 7月30日 東京ベイサイドスクエア
- 8月5日 名古屋港天白埋立地
- 8月6日 名古屋港天白埋立地
- 8月19日 マリノア
- 8月20日 マリノア
- 8月26日 舞洲スポーツアイランド特設会場
- 8月27日 舞洲スポーツアイランド特設会場
- 9月9日 ISHIKARI BAY NEW PORT
- 9月10日 ISHIKARI BAY NEW PORT

### セットリスト
本編
1. A theme of the WONDERLAND
  - ツアートラックが登場。バンドメンバーはフロート車に、DREAMS COME TRUEは馬に乗って登場した。
2. 決戦は金曜日
3. THE GREATEST HITS（メドレー）
Eyes to me〜go for it!〜うれしはずかし朝帰り〜DA DIDDLY DEET DEE〜晴れたらいいね〜あなたにサラダ〜Ring! Ring! Ring!
  - 「Ring! Ring! Ring!」では自転車に乗った。
4. LOVE GOES ON…
5. 眼鏡越しの空
6. 星空が映る海
7. 時間旅行
8. Goodbye,Darlin'
9. 忘れないで
10. 悲しいKiss
11. STILL
  - 吉田の着ている衣裳のスカートが大きく開き向日葵の花のようになるという演出があった。
12. 薬指の決心
13. 沈没船のモンキーガール
  - 吉田がギターの弾き語りに挑戦。
14. TORIDGE&LISBAH
15. すき
  - 吉田とZOOがフライングした。
16. LOVE LOVE LOVE
  - 曲の終盤には一部のファンをステージに上げ、共に演奏した。
17. Transition2
  - キーボード・大谷幸が「この恋はハードボイルド」をモチーフに作曲したインストナンバー。
18. 恋の罠しかけましょ〜FUNK THE PEANUTSのテーマ〜 / FUNK THE PEANUTS
19. IT'S SO DELICIOUS
20. DO YOU WANNA DANCE?!（メドレー）
SAYONARA〜彼は友達〜あなたに会いたくて〜LOVETIDE
21. あの夏の花火
  - 曲中に花火が打ち上げられた。

アンコール
1. 未来予想図II
2. うれしい！たのしい！大好き！
3. サンキュ.
  - 最後に花火が打ち上げられた。

### 映像作品
- 史上最強の移動遊園地 ドリカムワンダーランド '95★50万人のドリームキャッチャー
  - VHS/LD：1995年12月1日
  - DVD：2000年12月6日

### 書籍
- UN-FOGETTABLE（キャスト、スタッフのインタビューと数々の写真を収めたムック本）（1995年11月21日）
- DREAMS COME TRUE（ステージショットを収めた写真集）（1995年12月24日）
- DREAMS COME TRUE WONDERLAND'95 GUIDE BOOK（会場で販売されたパンフレットの一般発売版）（1996年2月）

## 1999
1999年は、DREAMS COME TRUEデビュー10周年を記念し、アルバム「the Monster」のショーケースライブの春の夢、ホールツアーの夏の夢、ドームツアーの冬の夢、そして初の海外公演となる台湾公演を2000年1月に開催。年間を通じて「ワンダーランドイヤー」というコンセプトのもと開催された。ちなみに、秋の夢はFUNK THE PEANUTS[R]の「you go girl!」発売、もうひとつの夢・“ディスクワンダーランド”として初の公式ベスト「DREAMS COME TRUE GREATEST HITS "THE SOUL"」を2000年にリリースした。

### 春の夢

#### 内容
春の夢は、アルバム「the Monster」のショーケースライブとして、東京・大阪のライブハウスと日本武道館で開催した。
「the Monster」発売前から行っていたため、セットリストはアルバムの曲順そのままで披露した。
日本武道館公演では、EXILEの前身「J Soul Brothers」がパフォーマーとして参加した。
4月21日はファンクラブ「POWER PLANT」会員限定のライブ、4月22日は「EARTH CONSCIOUS ACT '99」として開催された。
DWLとしては唯一商品化されていない（ただし、WOWOWで放送された）。

#### 日程
- 4月15日 赤坂BLITZ
- 4月17日 UMEDA HEAT BEAT
- 4月21日 日本武道館（ファンクラブ「POWER PLANT」会員限定）
- 4月22日 日本武道館

#### セットリスト
本編
1. opening theme〜the monster is coming〜
2. なんて恋したんだろ
3. みつばち
4. go on, baby!
5. キレイキレイ
6. make me your own
7. 朝がまた来る
8. FUNKA-MONSTER
9. モンキーガール番外編“ガンバレあたし！”
10. 東京ATLAS
11. NUDEの夜
12. 三日月
13. 夢で逢ってるから
14. come closer
15. dragonfly

アンコール
1. あはは
2. うれしい！たのしい！大好き！（※4月21日公演のみ）

### 夏の夢

#### 内容
夏の夢は、バンドメンバーを従えず、DREAMS COME TRUEとマニピュレーターのみで演奏するホールツアーとして開催された。
会場規模は小さいものの、公演数は25ヶ所31公演とDWL史上最大である。また、DWLを行ったことのない都市でも多く開催され、中には9年ぶりに訪れる場所もあった。
演奏曲はリクエストに基づいた選曲や「夏」をモチーフとしているが、マニアックな選曲も多い。

#### 日程
- 6月23日 桐生市市民文化会館
- 6月25日 郡山市民文化センター
- 6月29日 鹿児島市民文化ホール第1
- 6月30日 宮崎市民文化ホール
- 7月3日 名古屋国際会議場センチュリーホール
- 7月4日 名古屋国際会議場センチュリーホール
- 7月7日 島根県民会館
- 7月9日 倉敷市民会館
- 7月11日 広島厚生年金会館
- 7月12日 徳山市文化会館
- 7月16日 フェスティバルホール
- 7月17日 フェスティバルホール
- 7月19日 神戸国際会館・こくさいホール
- 7月24日 青森市文化会館
- 7月27日 秋田県民会館
- 7月28日 岩手県民会館
- 7月31日 静岡市民文化会館
- 8月2日 石川厚生年金会館
- 8月5日 北海道厚生年金会館
- 8月6日 北海道厚生年金会館
- 8月9日 北見市民会館
- 8月10日 帯広市民文化ホール
- 8月14日 福岡サンパレス
- 8月15日 福岡サンパレス
- 8月17日 愛媛県県民文化会館
- 8月19日 香川県県民ホール
- 8月24日 東京国際フォーラムホール
- 8月25日 東京国際フォーラムホール
- 8月27日 仙台サンプラザ
- 8月31日 沖縄コンベンション劇場
- 9月1日 沖縄コンベンション劇場

#### セットリスト
本編
1. A theme of the WONDERLAND
2. あの夏の花火
3. あはは
4. 夢で逢ってるから
5. そうだよ
6. 4月の雨〜2人のDIFFERENCE〜愛してる 愛してた〜悲しいKiss
7. The signs of LOVE
  - 会場に来ている客を抽選で1人をステージに上げ、吉田が歌う隣で聴くことができた。
8. a little waltz
9. せつなくて〜オホーツクにたたずむ男〜 / アンドレ中村とオホーツクボーイズ
10. 時間旅行
  - 吉田によるピアノ弾き語り。
11. 7月7日、晴れ〜ひさしぶりのI Miss You 〜Don't You Say…〜STILL
12. サンキュ.
13. LOVE GOES ON…
14. うれしい！たのしい！大好き！
15. 未来予想図
16. 未来予想図 II

アンコール
1. 星空が映る海
  - DREAMS COME TRUE3人によるアカペラで歌った。
2. 朝がまた来る
3. dragonfly

#### 映像作品
- 史上最強の移動遊園地 DREAMS COME TRUE WONDERLAND 1999 〜夏の夢〜
  - VHS：2000年3月14日
  - DVD：2000年11月22日

### 冬の夢
冬の夢は、東京・名古屋・大阪・福岡の4大ドームと北海道の月寒グリーンドーム（当時札幌ドームは未完成）の自身初のドームツアーとして、5箇所10公演開催され、42万人を動員した。初めて冬に開催されたDWLで、選曲も冬をモチーフとした物となっている。
ステージセットは「ドリームソーサー」と呼ばれ、センターステージと直径80メートルの外周路、アーチからなる。北海道公演では会場が小さかったため、センターステージのみを設置した。
会場では本ツアーの直後に正式稼働したアーケードゲーム『Dancing Stage featuring Dreams Come True』（コナミ）のデモも行われ、来場者に無料開放された。

#### 日程
- 11月27日 福岡ドーム
- 11月28日 福岡ドーム
- 12月4日 月寒グリーンドーム
- 12月5日 月寒グリーンドーム
- 12月11日 ナゴヤドーム
- 12月12日 ナゴヤドーム
- 12月18日 大阪ドーム
- 12月19日 大阪ドーム
- 12月26日 東京ドーム
- 12月27日 東京ドーム

#### セットリスト
本編
1. A theme of the WONDERLAND
  - 飛行船が登場した。
2. 朝がまた来る
3. 笑顔の行方〜太陽が見てる〜WHEREVER YOU ARE〜あなたに会いたくて〜ROMANCE〜なんて恋したんだろ
4. 琥珀の月〜いろんな気持ち
  - 吉田がローラースケートに乗り、フライングしながら宙返りやオカリナ演奏に挑戦した。
5. SWEET SWEET SWEET〜涙とたたかってる〜しあわせなからだ
6. LAT.43°N 〜forty-three degrees north latitude〜
7. 東京ATLAS
  - 北海道・名古屋・大阪・福岡では、歌詞を変えた「（地方名）ATLAS」として歌った。
  - スポーツカーが登場し、吉田はそれに乗って歌った。
8. 月光〜銀河への船〜おやすみのうた〜三日月
9. you go girl! / FUNK THE PEANUTS[R]
  - この曲の前の映像には、フジテレビの軽部真一アナウンサーが登場した。
10. 晴れたらいいね
  - バンドの伴奏で観客が歌った。
11. FUNKA-MONSTER
  - 吉田以外のメンバーとバンドによるパフォーマンス。デイヴィッド・T・ウォーカーと村上ポンタ秀一のソロを披露。
12. よろこびのうた〜go on, baby!〜さよならを待ってる〜みつばち
  - 3人が乗った木箱が天井まで上がり、爆破され、外周の花道から登場するという瞬間移動マジックを披露した。
13. 決戦は金曜日
14. うれしい！たのしい！大好き！
15. 雪のクリスマス
  - 曲中に雪が降った。

アンコール
1. 眼鏡越しの空
  - アカペラで歌った。
2. SNOW DANCE
3. LOVE LOVE LOVE
  - 最後に花火が打ち上げられた。

#### 映像作品
- 史上最強の移動遊園地 DREAMS COME TRUE WONDERLAND 1999 〜冬の夢〜
  - VHS：2000年3月14日
  - DVD：2000年11月22日）

### 2000 in TAIPEI
DWL初の海外公演として、年を跨いだ2000年に台湾で開催された。
基本的には冬の夢をベースにしたセットリストだが、一部変更・追加された曲も演奏した。

#### 日程
- 1月8日 台湾Taipei City Stadium

#### セットリスト
本編
1. A theme of the WONDERLAND
2. 朝がまた来る
3. 笑顔の行方〜太陽が見てる〜WHEREVER YOU ARE〜あなたに会いたくて〜ROMANCE〜なんて恋したんだろ
4. 琥珀の月〜いろんな気持ち
5. SWEET SWEET SWEET〜涙とたたかってる〜しあわせなからだ
6. LAT.43°N 〜forty-three degrees north latitude〜
7. 7月7日、晴れ
8. すき〜未来予想図 II
9. you go girl! / FUNK THE PEANUTS[R]
10. FUNKA-MONSTER
11. よろこびのうた〜go on, baby!〜さよならを待ってる〜みつばち
12. 決戦は金曜日
13. うれしい！たのしい！大好き！
14. 雪のクリスマス

アンコール
1. あはは
2. SNOW DANCE
3. LOVE LOVE LOVE

## 2003
2003年は、これまでのDWLのようなフライング等の派手な演出は控え、歌と演奏をよりじっくり聴かせるコンセプトのもと、都市近郊の野外会場でロックフェスティバルの要素を取り入れ、7都市で開催され30万人を動員した。ステージセットもシンプルで、通称『ドリームみかん箱』と呼ばれた。また、DWLとしては初の「ドリカムの夕べ」（楽器だけを持って行き、そのまま演奏するというライブ）を沖縄で開催した。また西川脱退後初のDWLとなった。

### 内容
「一日中がワンダーランド」をテーマとし、会場内には、音楽を楽しむ「ライヴガーデン」と、飲食店や各地の名産品が並ぶ「アミューズメントガーデン」の2つのエリアで構成された。この時の運営方法が、後の音楽以外でのイベントでのフォーマットとして使用されている。また、座席には家族でも楽しめるように初のファミリーゾーンを設置した。
この年、吉田美和がソロアルバム「beauty and harmony 2」をリリースしたため、吉田美和ソロ楽曲のリクエストも行われ、その中から上位3曲を披露した。

### 日程
- 7月19日 希望が丘文化公園
- 7月20日 希望が丘文化公園
- 7月26日 海の中道海浜公園
- 7月27日 海の中道海浜公園
- 8月2日 つま恋
- 8月3日 つま恋
- 8月9日 キロロリゾート
- 8月10日 キロロリゾート
- 8月16日 安比高原
- 8月17日 安比高原
- 8月23日 苗場スキー場
- 8月24日 苗場スキー場
- 8月30日 備北丘陵公園
- 8月31日 備北丘陵公園

#### ドリカムの夕べ in OKINAWA 日程
- 10月4日 宜野湾市海浜公園屋外劇場
- 10月5日 宜野湾市海浜公園屋外劇場

### セットリスト
本編
1. A theme of the WONDERLAND
  - オープニングに地元の和太鼓の演奏が行われた。
  - DREAMS COME TRUEは神輿に乗って登場。
2. LOVE GOES ON…
3. AHAHA MEDLEY
あはは〜ひさしぶりのI Miss You〜うれしはずかし朝帰り〜なんて恋したんだろ〜よろこびのうた
4. DANDELION MEDLEY
たんぽぽの堤防〜晴れたらいいね〜a little waltz〜時間旅行
5. CHOTTO LATIN MEDLEY
LOVE LOVE LOVE〜眼鏡越しの空〜カノン〜愛してる 愛してた〜すき〜どうやって忘れよう?
  - 「カノン」ではNAOMI YOSHIMURAと、「どうやって忘れよう？」ではSALのYU-KI・D-THE 369とコラボレーションした。
6. 涙の万華鏡 / 吉田美和
7. 生涯の恋人 / 吉田美和
8. 告白 / 吉田美和
9. DANCE MEDLEY
Don't You Say…〜嵐が来る〜SWEET REVENGE〜IT'S SO DELICIOUS〜決戦は金曜日〜24/7 -TWENTY FOUR/SEVEN-
  - 24/7 -TWENTY FOUR/SEVEN-では、SALのYOHEYとコラボレーションした。
10. 朝がまた来る
11. 未来予想図〜未来予想図II
12. うれしい！たのしい！大好き！

アンコール
1. サンキュ.
2. 星空が映る海
  - 海が近い一部の会場のみで披露した。
3. あの夏の花火
  - 花火が打ち上げられた。

### 映像作品
- 史上最強の移動遊園地 DREAMS COME TRUE WONDERLAND 2003
  - DVD：2003年12月17日

## 2007
2007年は、札幌・名古屋・大阪・福岡のドームと、単独公演はSMAPに次ぐ史上2組目となる東京の国立競技場、さらに、「ドリカムの夕べ」として青森と香川で開催され、44万人を動員した。国立競技場では単独コンサートとしては初めて聖火台の点火を行った。

### 内容
「夢よ、みんな叶ってしまえ！」をテーマに、オフィシャルホームページにて「夢」を募集し、それをDWL前、もしくは開催中に叶えようという「夢かなプロジェクト」を展開。実際に、「遠距離恋愛の曲を作ってほしい」「一緒に空を飛びたい」という夢から「大阪LOVER」（ユニバーサル・スタジオ・ジャパンのアトラクション「ハリウッド・ドリーム・ザ・ライド」で使用された）が誕生したり、「一緒に歌いたい」という夢から、バッキングヴォーカルをプロ・アマ、男女問わず公募し、LOVE、GATZが選出、「未来予想図の続編を」という夢から「 ア・イ・シ・テ・ルのサイン 〜わたしたちの未来予想図〜」を製作。第57回NHK紅白歌合戦で披露した「何度でもLOVE LOVE LOVE」を、観客がバッキングボーカルとなって歌うなど、さまざまな夢を実現した。また、中村正人の「夢」として、音楽監督兼キーボーディストを中村が敬愛するミュージシャンの1人である佐藤博に依頼した。
この公演の開催にあたり募集されたリクエスト投票では、長年にわたり1位をキープしていた「うれしい！たのしい！大好き！」をおさえ、「何度でも」が1位となり、その後のリクエスト投票でも1位を獲得していることが多い。
ステージセットには、大小様々なバルーンが設置され、映像の投影を行ったり、バルーンを用いてのフライングも行われた。またアリーナ席を取り囲む花道は空気で膨らむフローティングタイプの物を使用している。

### 日程
- 8月4日 札幌ドーム
- 8月5日 札幌ドーム（POWER PLANT SPECIAL LIVE）
- 8月11日  福岡Yahoo!JAPANドーム
- 8月12日  福岡Yahoo!JAPANドーム
- 9月1日 ナゴヤドーム
- 9月2日 ナゴヤドーム
- 9月8日 京セラドーム大阪
- 9月9日 京セラドーム大阪
- 9月22日 国立競技場
- 9月23日 国立競技場

#### ドリカムの夕べ
- 8月18日 さぬき市野外音楽広場テアトロン
- 8月19日 さぬき市野外音楽広場テアトロン
- 8月25日 つがる地球村 野外円形劇場

### セットリスト
本編
1. A theme of the WONDERLAND
  - 吉田が巨大なバルーンにつり下げられフライングで登場。
2. うれしい!たのしい!大好き!
3. 薬指の決心
4. JET!!!
5. go for it!
6. マスカラまつげ
7. 朝がまた来る
8. サンキュ.
9. 大阪LOVER
  - 札幌・名古屋・福岡では、歌詞を変えた「（地方名）LOVER」として歌った。
10. うれしはずかし朝帰り
11. ていうか
  - 地元のダンサーが出演。
12. OLA! VITORIA!
13. LOVETIDE〜make me your own
14. さよならを待ってる
15. 眼鏡越しの空
16. 空を読む
17. 星空が映る海
18. 悲しいKiss
  - 吉田が曲中にバルーンに吊り下げられてアリーナ席を横断するフライングを行った。
19. やさしいキスをして
20. PROUD OF YOU
  - 吉田と地元のマーチングバンドによるドラムラインが披露された。
21. HAPPY HAPPY BIRTHDAY
22. 何度でも LOVE LOVE LOVE
  - 客席がコーラスとなって会場全体で歌われた。
  - 国立競技場公演では歌唱前に聖火台に火を灯した。これは、アーティストとして初めてのことである。
23. 彼は友達
  - 歌い出し「夕暮れの 競技場〜」の部分が「夕暮れの (各会場名)〜」と歌われた。
24. SUNSHINE〜サヨナラ59ers！
25. あなたに会いたくて
26. 時間旅行
27. 未来予想図 II
28. あの夏の花火
  - 曲が終わった後に花火が打ち上げられた。

アンコール
1. きみにしか聞こえない
2. ア・イ・シ・テ・ルのサイン 〜わたしたちの未来予想図〜
  - 10月発売の新曲を初披露した。
3. LOVE GOES ON…
4. 決戦は金曜日

### POWER PLANT SPECIAL LIVE（8月5日）

#### 内容
札幌ドーム2日目は「POWER PLANT SPECIAL LIVE」と題し、まったく違うセットリストで、ファンクラブ限定のアコースティックライブを開催した。選曲はファンクラブ会員からのリクエストをもとに決定した。ファンクラブ会員本人と同行者のみしか入場できないシステムであったため会員の本人確認などに大幅に時間がかかり開演が1時間以上遅延する事態が起き、後日中村がブログで謝罪するというアクシデントがあった。
ステージセットには「歓迎 POWER PLANT御一行様」など様々なうたい文句がかかれた垂れ幕が下がっており、当日のMCで急遽、ファンクラブ会員限定で抽選でプレゼントをする旨が発表され、後日会報にて応募がなされた。
前座として、中村正人とギターのサポートメンバー武藤良明によるユニット「かぼす」が演奏した。

#### POWER PLANT SPECIAL LIVE セットリスト
前座 / かぼす
1. キャンディ・グライダー
2. Sun Love

本編
- 「サンキュ.」に載せてDREAMS COME TRUEがシクロに乗りアリーナ席を周回しながら登場

1. 未来予想図
2. LAT.43°N 〜forty-three degrees north latitude〜
3. もしも雪なら
4. 沈没船のモンキーガール
  - 演奏途中で、吉田が歌の入りを間違えたため一度中断し、やり直すというハプニングがあった。
5. すき
6. 2人のDIFFERENCE
7. 愛してる 愛してた
8. めまい
9. 好きだけじゃだめなんだ
10. 月光
11. MARRY ME?
12. SWEET REVENGE
13. i think you do
14. 何度でも LOVE LOVE LOVE

アンコール
- DREAMS COME TRUEが浴衣で登場。

1. 誘惑
2. サンタと天使が笑う夜
  - DREAMS COME TRUEの全163曲の中からストラックアウトを使って2曲を選び、そのうち1曲を演奏する予定だったが、観客からの要望によりこの2曲を演奏した。
3. 高く上がれ!

### 映像作品
- 史上最強の移動遊園地 DREAMS COME TRUE WONDERLAND 2007
  - DVD：2008年2月27日
    - 初回限定盤の特典ディスクには「POWER PLANT SPECIAL LIVE」の模様が一部楽曲のみであるが収録されている。

  - Blu-ray Disc：2011年4月27日

### 書籍
- DREAMS COME TRUE WONDERLAND 2007 at The National Stadium（2007年12月12日）
  - ステージショット、舞台裏等を収めた写真集

## 2011
2011年は、北海道・東日本・東海・西日本・九州・沖縄と日本を6地区に分け、札幌・福岡・名古屋・大阪のドームと、東京のスタジアム、そしてドリカムの夕べとして沖縄、さらにアメリカのロサンゼルス・シアトル・ニューヨークで開催し、40万人を動員した。なお、西日本公演は、9月3日・4日に長居スタジアムで開催する予定だったが、台風12号が接近したため延期となり、会場も京セラドーム大阪に変更となった。

### 内容
前年のアルバム「LOVE CENTRAL」のキャッチコピー「すべての愛 引き受けます。」を踏襲した、「すべての愛 引き受けました。」をテーマに開催。「ワンダーキューブ」と名付けられた白く四角い箱に、日本中から物や人に対する「愛」を集め、それを個人や企業が「LOVE SUPPLIER」となって全国に届けに行くというプロジェクト「LOVE SUPPLY PROJECT」が行われた。「ブラスバンドへの愛」として地元のブラスバンドと共演したり、「ダンスへの愛」として「黒ドリ！？ダンサー 全国ワークショップ＆オーディション」を開催し、それに合格したダンサーと共演するなど、さまざまな企画を行った。
ステージセットは、メインステージから中央に花道、アリーナ席を囲むように回廊花道が設置。また、回廊花道の途中にはサブステージを左側（レッドキューブ）、右側（グリーンキューブ）、後方に設置。また、「スパイダーマンをやりたい」という吉田の一言から「3Dフライト」というシルク・ドゥ・ソレイユや実際に映画「スパイダーマン」にも技術提供をしている米・ラスベガスのフィッシャーテクニカルサービス社が扱っているフライング技術を使い、最大地上19.4mの高さを秒速10mの速さでアリーナ席上空からスタンド席に接近する位置まで縦横無尽に飛びまわるフライングを敢行。この「3Dフライト」をスタジアム規模で使いさらに音楽コンサートで歌唱しながらというのは世界初となった。2019年時点で、これを行ったのはDREAMS COME TRUEのみである。

### 日程
カッコ内はLOVE SUPPLY BRASS BAND PROJECTメンバーを指す。
- 7月24日 札幌ドーム（北海高等学校吹奏楽部）
- 8月6日・8月7日 福岡Yahoo!JAPANドーム（永遠会吹奏楽団）
- 8月27日・8月28日 ナゴヤドーム（名古屋市立神丘中学校吹奏楽部・名古屋アカデミックウィンズ）
- 9月17日・9月18日 味の素スタジアム（品川区立鈴ヶ森中学校吹奏楽部・鴻陵楽団）
- 11月17日・11月19日・11月20日 京セラドーム大阪（西宮市立浜脇中学校吹奏楽部・大阪学芸高等学校吹奏楽部）

#### ドリカムの夕べ IN 沖縄
- 9月23日・9月24日 宜野湾市海浜公園屋外劇場

### セットリスト
本編
1. A theme of the WONDERLAND
  - 登場直後に吉田がアリーナ席の中ほどまでフライングした。
2. 何度でも
3. 朝がまた来る
4. その先へ
  - 「黒ドリ！？ダンサー 全国ワークショップ＆オーディション」に合格した黒ドリダンサーが登場。
5. 大阪LOVER
6. Eyes to me
7. 晴れたらいいね
8. 時間旅行
9. 眼鏡越しの空
10. 生きてゆくのです♡
  - 地元のブラスバンドと共演。
11. CARNAVAL 〜すべての戦う人たちへ〜
  - 地元のブラスバンドと共演。
  - 黒ドリダンサーが登場。
  - 吉田がトランペットを演奏。
12. FALL IN LOVE AGAIN
13. 空を読む
14. ねぇ
15. Ring! Ring! Ring!
  - 吉田とAKS・AKS Jr.が自転車に乗って登場。
16. TORIDGE & LISBAH
  - レッドキューブで吉田とAKSがパフォーマンスを行った。
17. サンキュ.
  - 曲の冒頭で、吉田はレッドキューブからグリーンキューブにフライングで移動。
  - DREAMS COME TRUE、JUON、中澤信栄（西日本公演は浦島りんこ）はグリーンキューブで演奏。
18. POISON CENTRAL
  - 曲の冒頭で、吉田はグリーンキューブからレッドキューブにフライングで移動。
19. TO THE BEAT,NOT TO THE BEAT
20. a little waltz
  - 曲の冒頭で、吉田はレッドキューブからグリーンキューブにフライングで移動。
  - 曲の最後に、この曲をモチーフに作られた「WEATHER FORECAST」のフレーズを歌った。
21. 銀河への船
22. The signs of LOVE
  - 吉田は後ろのサブステージから登場。
  - 曲の終盤でフライングでメインステージへ移動。
23. 黒ドリ!?メドレー
opening theme〜the Monster is coming〜 〜 FUNKA-MONSTER 〜 LIES, LIES. 〜 THE ONE
  - AKS・AKS Jr.・黒ドリダンサーによるダンスパフォーマンス。「THE ONE」では吉田も登場した。
24. この恋はハードボイルド
  - 黒ドリダンサーが登場。
  - 間奏にマイケル・ジャクソンの「Beat It」をサンプリングした。
25. make me your own
  - 吉田とAKSが着用したLEDライトがつけられた衣装がダンスに併せて発光する演出を行った。
26. 太陽が見てる 〜 JET!!!
27. 決戦は金曜日 〜 IT’S SO DELICIOUS 〜 決戦は金曜日
28. うれしい!たのしい!大好き!
  - 吉田は上述の『3Dフライト』を使い、会場中を縦横無尽にフライングした。
29. TRUE, BABY TRUE.

アンコール
1. LOVE LOVE LOVE
2. 未来予想図II
3. あの夏の花火 -PIANO VERSION-
  - 曲が終わった後に花火が打ち上げられた。
4. またね

#### 北海道
本編
1. A theme of the WONDERLAND
2. 何度でも
3. その先へ
4. 生きてゆくのです♡
5. CARNAVAL 〜すべての戦う人たちへ〜
6. 大阪LOVER
7. Eyes to me
8. 晴れたらいいね
9. FALL IN LOVE AGAIN
10. 時間旅行
11. どうぞよろしく
12. 眼鏡越しの空
13. ねぇ
14. Ring! Ring! Ring!
15. TORIDGE & LISBAH
16. サンキュ.
17. POISON CENTRAL
18. TO THE BEAT,NOT TO THE BEAT
19. a little waltz
20. 銀河への船
21. 空を読む
22. The signs of LOVE
23. 朝がまた来る
24. 黒ドリメドレー
opening theme〜the Monster is coming〜 〜 FUNKA-MONSTER 〜 LIES, LIES. 〜 THE ONE
25. この恋はハードボイルド
26. make me your own
27. 太陽が見てる 〜 JET!!!
28. 決戦は金曜日 〜 IT’S SO DELICIOUS 〜 決戦は金曜日
29. うれしい!たのしい!大好き!
30. TRUE, BABY TRUE.

アンコール
1. LOVE LOVE LOVE
2. あの夏の花火 -PIANO VERSION-
3. またね

### THE NIGHT WITH DREAMS COME TRUE in the USA

#### 内容
DREAMS COME TRUE 9年ぶり、そしてDWLとしては初のアメリカツアーとして、ロサンゼルス・シアトル・ニューヨークで「THE NIGHT WITH DREAMS COME TRUE」（ドリカムの夕べ）形式で開催。アメリカツアーとしては初めて全曲日本語で歌った。

#### 日程
- 10月1日 The Wiltern
- 10月3日 House of Blues Anaheim
- 10月5日 Moore Theatre
- 10月9日 Highline Ballroom
- 10月10日 Highline Ballroom

#### セットリスト
本編
1. A theme of the WONDERLAND
2. 何度でも
3. 朝がまた来る
4. その先へ
5. 大阪LOVER
6. Eyes to me
7. 晴れたらいいね
8. FALL IN LOVE AGAIN
9. 時間旅行
10. 眼鏡越しの空
11. 生きてゆくのです♡
12. CARNAVAL 〜すべての戦う人たちへ〜
13. 空を読む
14. ねぇ
15. TORIDGE & LISBAH
16. サンキュ.
17. POISON CENTRAL
18. TO THE BEAT,NOT TO THE BEAT
19. この恋はハードボイルド
20. make me your own
21. 太陽が見てる 〜 JET!!!
22. 決戦は金曜日 〜 IT’S SO DELICIOUS 〜 決戦は金曜日
23. うれしい!たのしい!大好き!

アンコール
1. 未来予想図II
2. LOVE LOVE LOVE

### 映像作品
- 史上最強の移動遊園地 DREAMS COME TRUE WONDERLAND 2011
  - DVD/Blu-ray Disc：2012年3月21日

### 書籍
- DREAMS COME TRUE WONDERLAND 2011 at the AJINOMOTO STADIUM（2011年12月20日）

## 2015
2015年は16年ぶりとなる冬の時期での開催で、東京・福岡・大阪・名古屋・札幌の5大ドームと、翌年に「後夜祭」としてドリカムの夕べ形式で沖縄・青森・福島・秋田で開催。全国で40万人を動員。
この開催を記念し、初のオールタイムベストアルバム「DREAMS COME TRUE THE BEST! 私のドリカム」や、2014年に発売されたトリビュートアルバムの第2弾「私とドリカム2 -ドリカムワンダーランド2015 開催記念 BEST COVERS-」、2000年発売のベストアルバム「DREAMS COME TRUE GREATEST HITS "THE SOUL"」のスペシャルパッケージ盤が発売。また、この年のデビュー記念日とその前日の3月20日・3月21日には、DREAMS COME TRUE初のニコニコ生放送の配信が行われ、過去のミュージックビデオやライブ映像を放送した。

### 内容
ライブは、ベストアルバム「DREAMS COME TRUE THE BEST! 私のドリカム」をもとにした、『ワンダーランド王国と3つの団』と題したストーリー仕立てで行われた。前年に発売したアルバム『ATTACK25』のジャケットキャラクターである「ATTACK KING」と「CHANCE QUEEN」が統治する「ワンダーランド王国」内の「LOVE団」、「TEARS団」、「LIFE団」の3団の抗争から和解、そして翌年開催の「裏ドリワンダーランド 2016」への予告までを音楽とともに描いた。
今回はベストアルバム「DREAMS COME TRUE THE BEST! 私のドリカム」のライブ版を銘打っており、披露された曲は全て本作の収録曲であった。また、普段はリクエスト上位以外の曲を「吉田美和のさじ加減」として披露しているが、今回は1曲を除くほとんどの曲がリクエスト上位40位以内の曲で構成されている。
九州公演では、DREAMS COME TRUEがこの年に九州新幹線のCMソングとしてリリースした「九州をどこまでも」を、カウントダウンライブとなった北海道公演では「HAPPY HAPPY BIRTHDAY」（歌詞を書き換えた「A HAPPY HAPPY NEW YEAR」）を限定で披露した。
ステージセットはセンターステージと三方の花道、そして3つの外周ステージが展開され、外周ステージは人力による可動式であった。また、センターステージ上にはトップデッキが設置された。
バンドメンバーには、WONDERLANDとしては2003年以来12年ぶりの浦嶋りんこや、元Earth, Wind & Fireのソニー・エモリーや、風味堂の渡和久らが参加した。また、ダンスパフォーマンスは、DREAMS COME TRUEのパフォーマンスチーム「S+AKS」だけでなく、「D-SOLDIERS」「D-FAIRIES」の合計12人、そして各地のオーディションにて選ばれた「黒ドリ?! ダンサーズ」が登場した。

### 日程
- 11月28日 東京ドーム
- 11月29日 東京ドーム
- 12月5日 福岡ヤフオク!ドーム
- 12月6日 福岡ヤフオク!ドーム
- 12月12日 京セラドーム大阪
- 12月13日 京セラドーム大阪
- 12月19日 ナゴヤドーム
- 12月20日 ナゴヤドーム
- 12月31日 札幌ドーム

#### 史上最強の移動遊園地 DREAMS COME TRUE WONDERLAND 後夜祭

##### 沖縄の夕べ
- 2016年2月6日 沖縄コンベンションセンター展示棟
- 2016年2月7日 沖縄コンベンションセンター展示棟

##### 青森の夕べ
- 2016年2月20日 新青森県総合運動公園マエダアリーナ
- 2016年2月21日 新青森県総合運動公園マエダアリーナ

##### 福島の夕べ
- 2016年3月12日 福島県文化センター
- 2016年3月13日 福島県文化センター

##### 秋田の夕べ
- 2016年3月19日 秋田県立体育館
- 2016年3月20日 秋田県立体育館

### セットリスト
本編
1. A theme of the WONDERLAND
2. WINTER SONG 〜DWL2015 VERSION〜
  - 「雪のクリスマス」と「WINTER SONG 〜DANCING SNOWFLAKES VERSION〜」のメドレー。
  - 吉田が3Dフライングを披露。
3. LAT.43°N 〜forty-three degrees north latitude〜
4. SNOW DANCE
  - 中村が初の単独でのフライングを披露。
5. もしも雪なら
6. 愛がたどりつく場所
7. LOVE LOVE LOVE
8. 時間旅行
9. Ring! Ring! Ring!
  - 吉田が自転車ごと飛ぶフライングを披露。
10. 星空が映る海
11. SAYONARA
12. マスカラまつげ
13. 琥珀の月
  - 吉田がオカリナを演奏した。
14. 悲しいKiss
15. やさしいキスをして
  - レーザー光線を使用したダンスを披露。
16. 笑顔の行方
  - 2010年から行われてきた「ドリー・ザ・ブートキャンプ」による振付で、会場全体で踊った。
17. 晴れたらいいね
18. 眼鏡越しの空
19. 空を読む
20. きみにしか聞こえない
21. 朝がまた来る
  - 会場を二分割したボーカルバトルを展開。
22. ア・イ・シ・テ・ルのサイン 〜わたしたちの未来予想図〜
23. 未来予想図II
  - 吉田が長さ41mに及ぶ衣装を身に着けてフライング。
  - ソニーエモリーが7分に及ぶドラムソロを披露。
24. サンキュ.
25. さぁ鐘を鳴らせ
26. その先へ
27. 決戦は金曜日
28. 大阪LOVER
29. うれしい! たのしい! 大好き!
30. 何度でも

アンコール
1. あの夏の花火
  - 花火が打ち上げられた。
2. AGAIN
3. またね

#### 後夜祭
本編
1. A theme of the WONDERLAND
2. WINTER SONG 〜DWL2015 VERSION〜
3. LAT.43°N 〜forty-three degrees north latitude〜
4. SNOW DANCE
5. もしも雪なら
6. LOVE LOVE LOVE
7. 時間旅行
8. 星空が映る海
9. SAYONARA
10. 琥珀の月
11. やさしいキスをして
12. 笑顔の行方
13. 晴れたらいいね
14. きみにしか聞こえない
15. 朝がまた来る
16. 未来予想図II
17. サンキュ.
18. さぁ鐘を鳴らせ
19. 決戦は金曜日
20. 大阪LOVER
21. うれしい! たのしい! 大好き!
22. 何度でも

アンコール
1. AGAIN
2. またね

### 映像作品
- 史上最強の移動遊園地 DREAMS COME TRUE WONDERLAND 2015 ワンダーランド王国と3つの団
  - DVD/Blu-ray Disc：2016年7月7日

## 2019
2019年は、さいたまスーパーアリーナ(スタジアムモード)と、札幌・名古屋・福岡・大阪のドーム会場の5か所のスタジアムを巡った本公演と、ドリカムの夕べ形式で広島・沖縄・愛媛・宮城のアリーナ会場で開催。本公演では38万人、ドリカムの夕べを含めると43万人を動員。なお、宮城公演は台風19号の影響により、10月12日に開催予定だった2日目が12月17日に延期となった。

### 内容
この年は、DWLとデビュー30周年が重なる記念の年となった。
2018年末～2019年初頭に行われたツアー「ENEOS×DREAMS COME TRUE ドリカム30周年前夜祭 〜ENERGY for ALL〜」にて、2019年のDWLではリクエストを募らずに、自身が「30周年を迎えた今だからこそ聴いてもらいたい歌・観てもらいたいパフォーマンス」を見せると宣言し、30周年前夜祭ではそのテストケースとして、比較的マニアックな選曲となった。
2019年のDWLではその宣言どおり、従来のワンダーランドでは演奏されなかったマニアックな曲（吉田曰く『主張強め』）を多く演奏した。その多くは、DREAMS COME TRUEが大きな影響を受けてきたブラックミュージックの要素が強い楽曲が多く、その演奏を実現するために、2015年のDWLにも参加した元Earth, Wind & Fireのソニー・エモリーと2016年よりDREAMS COME TRUEのライブに参加しているT-SQUAREの坂東慧によるツインドラムや、グレッグ・アダムス率いる日米から集まった8人のホーンセクションなどの豪華なメンバーが集結した。また、AKSを筆頭に40人を超えるパフォーマーも参加し、出演者は60名と大規模な編成となった。
2017年に発売したアルバム『THE DREAM QUEST』に登場した「十二音使徒」がツアーロゴや公演中のVTRに登場した。
ステージセットはエンドステージであったが、メインステージが丸ごとムービングステージとなったり、可動式の花道が登場したりするなど、豪華なセットとなった。
本ツアーと連動し、デビュー30周年記念日に行われた「ドリカムディスコ」が、スピンオフイベント「ドリカムディスコ 全国拡散 ～30th ANNIVERSARY PARTY～」として、開催地域である東京・札幌・名古屋・福岡・大阪・沖縄で、ライブ開催日直前に開催。宮城のみ、ライブ開催後に開催された（宮城公演は台風19号によりライブ開催日が延期になったため、ドリカムディスコもライブ開催翌日に延期となった。）。このイベントのテーマソングとして、FUNK THE PEANUTS20年ぶりの新曲「SPOIL!」が発売された。

### 日程
- 7月14日 さいたまスーパーアリーナ(スタジアムモード)
- 7月15日 さいたまスーパーアリーナ(スタジアムモード)
- 7月27日 札幌ドーム
- 8月3日 ナゴヤドーム
- 8月4日 ナゴヤドーム
- 8月10日 さいたまスーパーアリーナ(スタジアムモード)
- 8月11日 さいたまスーパーアリーナ(スタジアムモード)
- 8月31日  福岡ヤフオク!ドーム
- 9月1日  福岡ヤフオク!ドーム
- 9月7日 京セラドーム大阪
- 9月8日 京セラドーム大阪

#### ドリカムの夕べ
- 9月14日 広島グリーンアリーナ
- 9月15日 広島グリーンアリーナ
- 9月28日 沖縄コンベンションセンター 展示場
- 9月29日 沖縄コンベンションセンター 展示場
- 10月5日 愛媛県武道館
- 10月6日 愛媛県武道館
- 10月11日 宮城県総合運動公園総合体育館（セキスイハイムスーパーアリーナ）
- 12月17日 宮城県総合運動公園総合体育館（セキスイハイムスーパーアリーナ）

### セットリスト
本編
1. A theme of the WONDERLAND
  - DREAMS COME TRUEはステージ中央のゴンドラから登場。
2. MERRY-LIFE-GOES-ROUND
3. あなたとトゥラッタッタ♪
4. あなたに会いたくて
5. KNOCKKNOCK!
6. ONE LAST DANCE, STILL IN A TRANCE
7. さよならを待ってる
  - ソニー・エモリーと坂東慧によるドラムパフォーマンスを披露。
8. 世界中からサヨウナラ
  - 吉田が3Dフライトを披露。
  - 映像「Album Release History Movie」
9. すき
  - メインステージがアリーナ中央部分まで移動。
10. 愛してる 愛してた
11. 忘れないで
12. THE WAY I DREAM
13. ねぇ
14. SPOIL! / FUNK THE PEANUTS
  - 映像「歴代WONDERLANDダイジェストムービー」
15. うれしい! たのしい! 大好き!
  - 会場全体でエクササイズを行う「ドリー・ザ・ブートキャンプ」を実施。今回は、吉田の「ちまちましたものをやりたい」との思いから、指でカエルの形を作るなど、手遊びのような振り付けが多かった。
16. 薬指の決心
  - 吉田とD-SOLDIERSの50(FIFTY)がラートを披露。
17. 行きたいのはMOUNTAIN MOUNTAIN
  - メインステージがアリーナ後方部分まで移動。
18. 7月7日、晴れ
  - 照明などのために設置されている柱に吉田が上がって歌唱。また、ステージ上では織姫と彦星として、D-SOLDIERSとD-FAIRIESから2名のパフォーマーがダンスをした。
19. I WAS BORN READY!!
  - ここから5曲は「デンジャラスゾーン」として、本ツアーの中でも特に「主張の強い」楽曲を演奏。
20. かくされた狂気
21. ウソにきまってる
22. HIDE AND SEEK
23. MEDICINE
24. 朝がまた来る
25. さぁ鐘を鳴らせ
26. 何度でも
27. 大阪LOVER
28. 決戦は金曜日
  - DREAMS COME TRUEが2人乗りした自転車ごと飛ぶフライングを披露。
29. サンキュ.

アンコール
1. あなたのように
2. あの夏の花火
  - 花火が打ち上げられた。
3. 未来予想図Ⅱ

#### ドリカムの夕べ
本編
1. A theme of the WONDERLAND
2. MERRY-LIFE-GOES-ROUND
3. あなたとトゥラッタッタ♪
4. あなたに会いたくて
5. KNOCKKNOCK!
6. ONE LAST DANCE, STILL IN A TRANCE
7. さよならを待ってる
8. 世界中からサヨウナラ
  - 映像「Album Release History Movie」
9. すき
10. 愛してる 愛してた
11. 忘れないで
12. THE WAY I DREAM
13. ねぇ
  - 映像「歴代WONDERLANDダイジェストムービー」
14. うれしい! たのしい! 大好き!
15. 薬指の決心
16. 行きたいのはMOUNTAIN MOUNTAIN
17. 7月7日、晴れ
18. I WAS BORN READY!!
19. かくされた狂気
20. ウソにきまってる
21. HIDE AND SEEK
22. MEDICINE
23. 朝がまた来る
24. さぁ鐘を鳴らせ
25. 何度でも
26. 大阪LOVER
27. 決戦は金曜日
28. サンキュ.

アンコール
1. あなたのように
2. あの夏の花火
  - 12月17日の公演では披露されなかった。
3. 未来予想図Ⅱ

### 書籍
- ONE DAY（2020年1月24日発売）

### 映像作品
- 史上最強の移動遊園地 DREAMS COME TRUE WONDERLAND 2019
  - DVD/Blu-ray Disc：2020年3月18日

## 2023
2023年は札幌・名古屋・大阪・福岡・東京の5大ドームと、「WONDERLAND ミニ」として、ドーム公演のセットの一部を設営、ドーム公演と同じセットリストで宮城・沖縄で開催し、本公演では41万人、ミニ公演を含めると43万人を動員。

### 内容
円形のセンターステージから4方向に花道を伸ばしたステージセットで、1方向には「アヒルコースター」が設置されるなど、大規模なものとなった。また、「ミニ」公演でも、ドームで使用したセンターステージの一部を利用して設営された。
DWLとしては8年ぶりにリクエストを募ったが、1位は「WONDERLANDどころか裏ワンでもやらない」（吉田談）という「ヒの字」が1位となり、DWLでは初めて演奏された。
オープニングは、前年に開催された「ドリカムディスコ2022」を踏襲した「ドリカムディスコ in DWL2023」を開催し、「ドリカムディスコ2022」にも登場したGANMIプロデュースのもと、各地のダンサーが会場を盛り上げた。
ライブ映像は、全日程終了後から2週間後という短い期間の10月28日からU-NEXTにて配信されている。

### 日程
- 7月1日 札幌ドーム
- 7月15日 バンテリンドームナゴヤ
- 7月16日 バンテリンドームナゴヤ
- 7月22日 京セラドーム大阪
- 7月23日 京セラドーム大阪
- 8月25日 福岡PayPayドーム
- 8月26日 福岡PayPayドーム
- 9月1日 東京ドーム
- 9月2日 東京ドーム

#### WONDERLAND ミニ
- 9月30日 宮城県総合運動公園総合体育館（セキスイハイムスーパーアリーナ）
- 10月1日 宮城県総合運動公園総合体育館（セキスイハイムスーパーアリーナ）
- 10月14日 沖縄アリーナ
- 10月15日 沖縄アリーナ

### セットリスト
開演前
<ドリカムディスコ in WONDERLAND>
- 決戦は金曜日 － DOSCO prime Version –
- 大阪 LOVER – DOSCO prime Version –
- 朝がまた来る – DOSCO prime Version –
- その先へ – DOSCO prime Version –
- 何度でも – DOSCO prime Version –
- 未来予想図Ⅱ － DOSCO prime Version –
- TRUE, BABY TRUE. – DOSCO prime Version –

本編
1. A theme of the WONDERLAND
2. 次のせ〜の!で -ON THE GREEN HILL-
  - 吉田がフライングを披露。また、ドローンも登場した。
3. よろこびのうた
4. 大阪LOVER
5. あなたと同じ空の下
6. うれしい! たのしい! 大好き! -DOSCO prime Version-
7. G
8. YES AND NO
9. 羽を持つ恋人
  - 羽の形をした、空気で膨らませる装置を装着して披露。
10. LOVE LOVE LOVE -DOSCO prime Version-
  - 吉田及びパフォーマー陣がライトを持つ演出を披露。
11. ヒの字
  - 吉田がアヒルコースターに乗って歌った。
12. やさしいキスをして -DOSCO prime Version-
13. LAT.43°N 〜forty-three degrees north latitude〜
14. WINTER SONG
  - アレンジは「DOSCO prime Version」、歌詞は「雪のクリスマス」と「WINTER SONG 」のメドレーで披露。
  - 曲中にシャボン玉を飛ばした。
15. 晴れたらいいね
  - 観客とともに踊る「ドリー・ザ・ブートキャンプ」を展開。セガのアーケードゲーム「maimai」と連動した振り付けを行った。曲の最後にはオタ芸を披露した。
16. 未来予想図
17. 未来予想図Ⅱ
18. ア・イ・シ・テ・ルのサイン 〜わたしたちの未来予想図〜
以上3曲はメドレーで演奏。
19. Don’t You Say…
20. SWEET REVENGE
21. IT’S SO DELICIOUS
22. スピリラ
23. 決戦は金曜日 -DOSCO prime Version-
24. あの夏の花火
「SENKOU-HANABI VERSION」で始まり2番から原曲のアレンジへ繋がる構成になっている。

アンコール
1. 朝がまた来る
2. いつのまに
3. 何度でも
4. その先へ
5. さぁ鐘を鳴らせ

### 書籍
- ALL ABOUT 2023 史上最強の移動遊園地 DREAMS COME TRUE WONDERLAND（2024年1月31日発売）

### 映像作品
- 史上最強の移動遊園地 DREAMS COME TRUE WONDERLAND 2023
  - DVD/Blu-ray Disc : 2023年1月31日